# Fredrik Frans I av Mecklenburg-Schwerin
Fredrik Frans I, storhertig av Mecklenburg-Schwerin, född 10 december 1756 i Schwerin, död 1 februari 1837 i Ludwigslust, regerade över den tyska staten Mecklenburg-Schwerin, först som hertig (1785–1815) och sedan som storhertig (1815–1837).

## Biografi
Fredrik Frans I föddes i Schwerin som son till hertig Ludvig av Mecklenburg-Schwerin och prinsessan Charlotte Sophie av Sachsen-Coburg-Saalfeld. Han efterträdde sin farbror Fredrik som hertig av Mecklenburg-Schwerin 1785.
Han utvidgade 1803 sitt land med staden Wismar, som han erhöll i pant för en till Gustav IV Adolf utlånad penningsumma. 1808 inträdde han i Rhenförbundet, och var 1813 först av alla Tysklands furstar att lämna förbundet.
Efter Napoleonkrigen blev Fredrik Frans upphöjd till storhertig av Wienkongressen. Tillsammans med släktingen Karl II av Mecklenburg-Strelitz som styrde Mecklenburg-Strelitz, var han känd som en av de mest reaktionära tyska härskarna.  Vid sin död efterträddes han 1837 av sin sonson storhertig Paul Fredrik.

## Familj
Den 1 juni 1775 i Gotha gifte sig Fredrik Frans med prinsessan Luise av Sachsen-Gotha-Altenburg (1756–1808). De fick sex barn:
- Fredrik Ludvig av Mecklenburg-Schwerin (1778–1819). Gift med storfurstinnan Helena Pavlovna av Ryssland, dotter till Paul I av Ryssland och Sophie Marie Dorothea av Württemberg. De var föräldrar till bland andra Paul Fredrik av Mecklenburg-Schwerin.
- Louise Charlotte (1779–1801). Gift med Emil Leopold August av Sachsen-Gotha-Altenburg. De var föräldrar till Louise av Sachsen-Gotha-Altenburg som i sin tur var mor till bl.a. Albert av Sachsen-Coburg-Gotha som gifte sig med Viktoria I av Storbritannien.
- Gustav Wilhelm (1781–1851).
- Karl August Christian (1782–1833).
- Charlotte (1784–1840). Gift med Kristian VIII av Danmark. De var föräldrar till Fredrik VII av Danmark.
- Adolf Fredrik (1785–1821).